# Матра (команда Формулы-1)

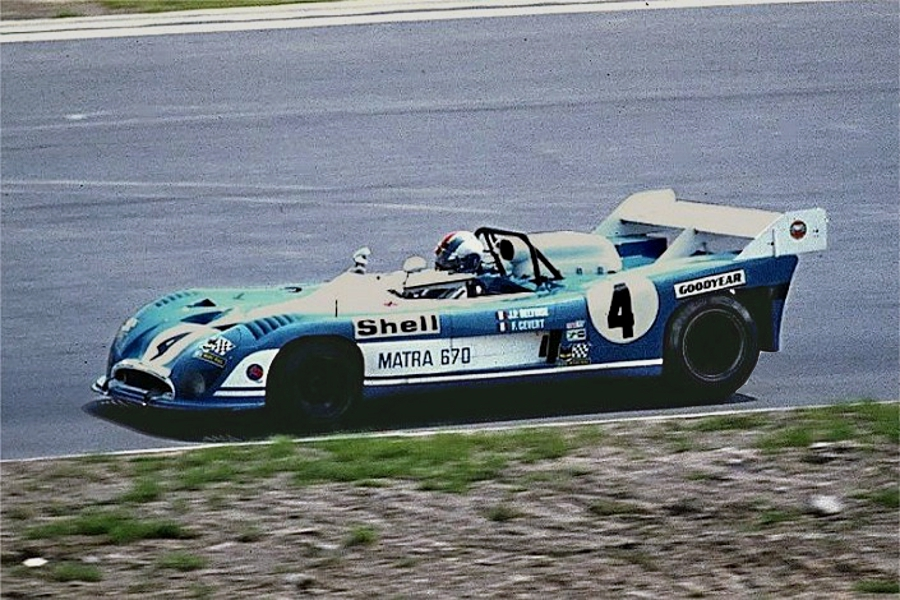
Франсуа Север за рулём спорт-прототипа Matra 670 в 1973 году на гонке 1000 км Нюрбургринга

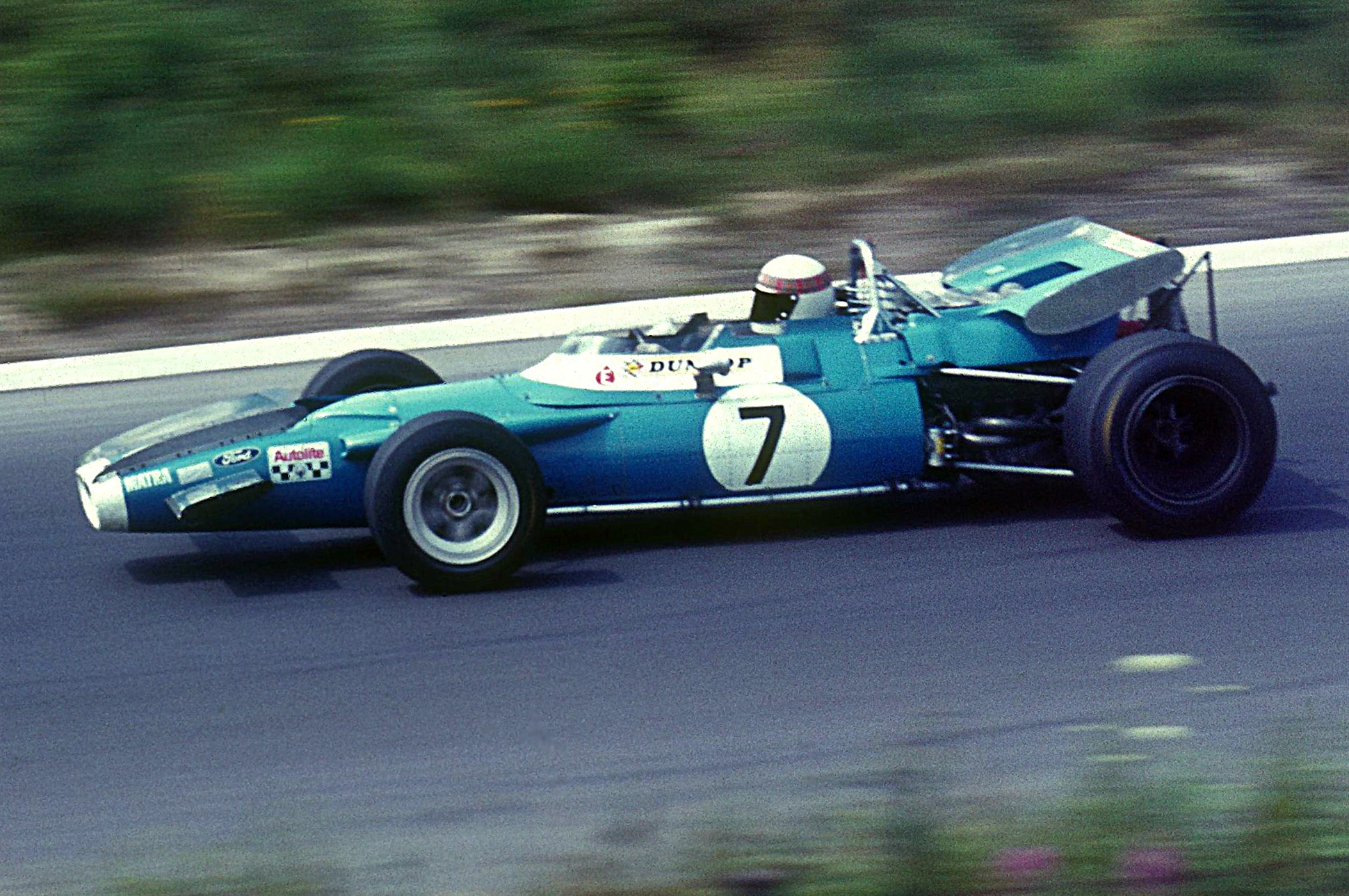
Джеки Стюарт в 1969 году управляет Matra MS80 в Нюрбургринге. Машина раскрашена во «французский гоночный синий» цвет.

Matra (акроним фр. Mécanique Avion TRAction) — французская автогоночная команда, выступавшая в чемпионате мира Формулы-1 и марафоне на выносливость «24 часа Ле-Мана».
Дебютировала в 1966 году, после того, как в 1965 году, одноимённая французская компания Matra (тогда один из ведущих производителей авиакосмических систем и вооружения) приобрела компанию Rene Bonnet («Ренэ Боннэ») для выпуска спортивных и гоночных автомобилей.
Команда Matra участвовала в сезонах 1967—1972 Формулы-1.
Matra-Ford — победитель кубка конструкторов 1969 года вместе с Джеки Стюартом.